# Riserva naturale lago di Posta Fibreno
La riserva naturale Lago di Posta Fibreno è un'area naturale protetta situata nal comune di Posta Fibreno, in provincia di Frosinone. È nota per la presenza di un'isola galleggiante già citata da Plinio il Vecchio nella sua Naturalis historia.

## Storia
Venne istituita nel 1983 e la sua gestione affidata al Comune Posta Fibreno che ne regola la gestione del bilancio, mentre il personale è dipendente della Regione Lazio.

## Territorio
Si estende per 400 ettari circa completamente entro i limiti del territorio comunale di Posta Fibreno, situato nel versante laziale del Parco nazionale d'Abruzzo, Lazio e Molise in Provincia di Frosinone e comprende la superficie del lago omonimo (circa 300 m s.l.m.), le sponde meridionali e orientali, le rive del Rio Carpello e parte della zona collinare (max 500 m. s.l.m. circa) tra le località Carpello e Vallone della Pica al confine coi comuni di Campoli Appennino e Broccostella.
La naturalizzazione del territorio occupa un'area sempre più estesa ma la sponda occidentale del lago è molto urbanizzata per lo sviluppo di antichi insediamenti rurali e di una debole attività di ricezione turistica (prevalentemente ristorazione).
A sud cresce la frazione di Casalvittoria che congiunge il centro storico di Posta Fibreno con la ex strada statale della Vandra e con la superstrada Avezzano-Sora-Cassino.

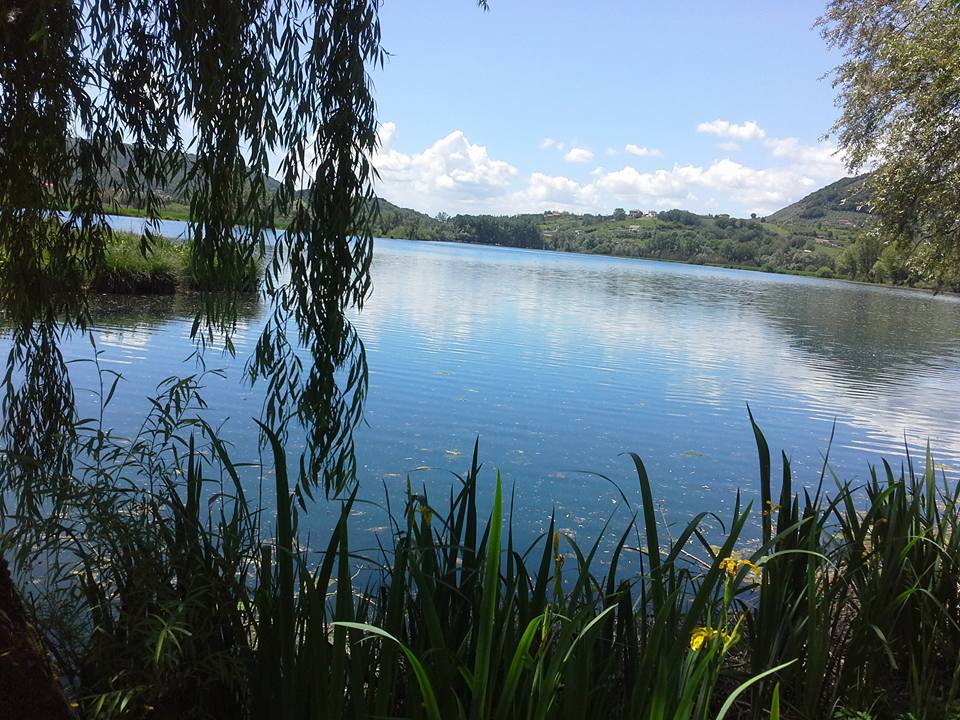
Lago di Posta Fibreno - Scorcio dalla riva

### Geologia
Il lago (0,287 km²) è alimentato da una serie di sorgenti, molte sommerse, all'apice meridionale di un lungo affioramento di calcari (biolititi e bioclastiti) a briozoi e litotamni dell'Elveziano (fra Pescosolido, Campoli Appennino e Posta Fibreno). Dotate di elevata permeabilità e bassa erodibilità, queste rocce carbonatiche sono a contatto diretto con il substrato argilloso, condizioni che permettono l'affioramento delle acque sotterranee drenate a monte dai massicci calcarei (Cretacico Inferiore) della Serra Lunga e del parco nazionale d'Abruzzo.
La maggior parte delle sorgenti si concentra a Posta Fibreno, e solo in quantità minore a Campoli Appennino e Pescosolido.
A Carpello e San Venditto sono le prese degli acquedotti Carpello che alimenta Sora e Posta Fibreno che alimenta Frosinone.

| Principali sorgenti nel comprensorio della riserva |                    |                  |         |
| Località                                           | Altezza            | Portata di magra | Durezza |
| Acque vive (Campoli Appennino)                     | 350 m s.l.m. circa | <0,25 l/s        | n. c.   |
| Carpello di Campoli Appennino                      | 300 m s.l.m. circa | >100 l/s         | >32 °f  |
| Carpello di Posta Fibreno                          | 290 m s.l.m. circa | >100 l/s         | >32 °F  |
| Località Catannovo                                 | 290 m s.l.m. circa | >200 l/s         | >32 °F  |
| San Venditto e Mulino (ex sede riserva)            | 290 m s.l.m. circa | >200 l/s         | >32 °F  |

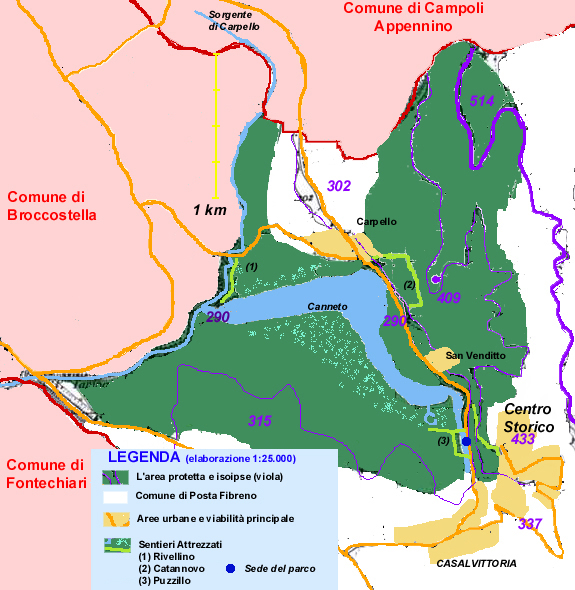
Mappa della riserva

Lo stesso comprensorio geologico ha favorito la formazione di una serie di campi di doline e valli carsiche, molte delle quali di grande effetto paesaggistico come la fossa la Prece a ridosso del centro storico di Posta Fibreno o Il tòmolo (tùmmele) attorno a cui si è sviluppata Campoli Appennino. Una dolina sommersa nel lago costituisce il punto più profondo del bacino (15 m), detta Le condigliane.
Tra la fine degli anni '60 ed i primi anni '70 il bacino è stato parzialmente riempito con pietrame e scarti di materiale edilizio, riducendo la profondità massima da 25 metri agli attuali 15.
Più recenti sono i pendii nel vallone della Pica, costituiti da detriti di falda risalenti all'Olocene.
Una grossa pianura alluvionale attorno al lago, oggi in alcuni tratti stabilmente impantanata per l'incuria delle opere di bonifica, era occupata da una formazione lacustre più antica di dimensioni notevoli (500 ha circa), di cui nel bacino prosciugato restano oggi uno strato superficiale di fertili limi e, a pochi metri in profondità, ciottolame sciolto, visibile negli affioramenti lungo il letto del rio Carpello.

## Flora

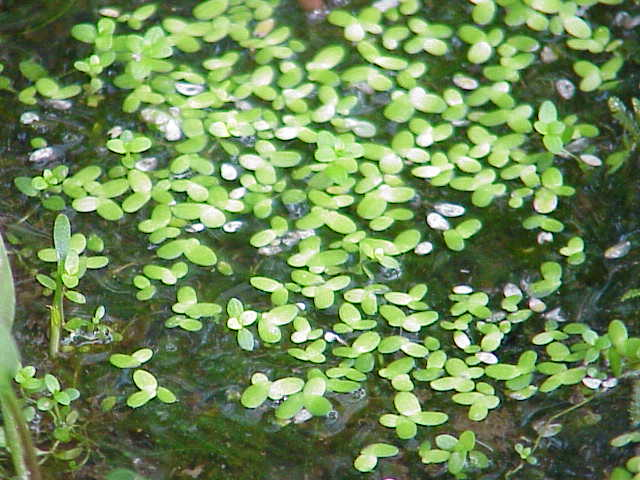
Lemna minor

L'area protetta può essere suddivisa grossomodo in tre ecosistemi floristici principali:
- la vegetazione lacustre (alghe verdi o piante natanti);
- il grande canneto e la vegetazione riparia;
- il querceto in collina e la vegetazione sinantropica.

### Alghe e piante natanti

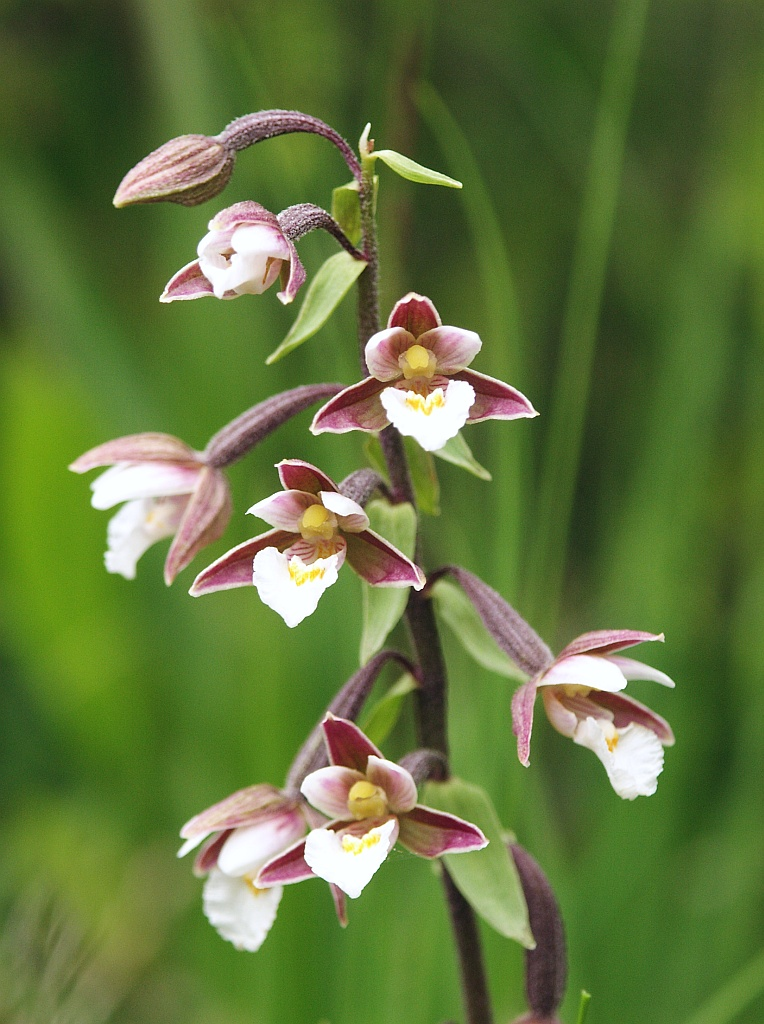
L'elleborina di palude.

La più importante presenza nelle acque del Rio Carpello e nei fondi meno profondi del lago è Hippuris vulgaris (Coda di cavallo acquatica), una pianta che si comporta come un'alga radicando nei fondali e che nelle stagioni più calde emerge dalle acque con fusti eretti. Molto rara in tutta l'Italia centrale, sopravvive relitta nel lago ed è un prezioso indicatore biologico di ambienti non inquinati. Si rinvengono pure diverse specie di Potamogeton fra cui Potamogeton polygonifolius, localmente noto come peciàra, e frequente Groenlandia densa. Segni della qualità delle acque sono diverse specie altrove fortemente in rarefazione a causa dell'eutrofizzazione diffusa e della manomissione degli ecosistemi: nella riserva non sembrano essere minacciate piante come Lemna minor (nei fossi e nei ristagni) o Callitriche stagnalis lungo il rio Carpello e le sponde del lago.

### Vegetazione riparia
La maggior parte dei campi attorno al lago un tempo furono ampiamente sfruttati per l'agricoltura e bonificati mediante un capillare sistema di canali e regimazione delle sorgenti sparse in tutta la pianura. Dal dopoguerra però buona parte del piano venne abbandonata, spesso per via dell'inaccessibilità delle proprietà più vicine alle sponde del lago con mezzi meccanici.
Gli incolti furono presto ricoperti da un denso canneto a Phragmites australis e sommersi per l'incuria delle opere di bonifica, creando così uno stato di discreta naturalizzazione che ha favorito insieme all'espansione delle frequenti Typha latifolia, Sparganium erectum, equiseti (E. palustre, E. arvense) e Iris pseudacorus, la stabilizzazione di specie rare come Carex pseudocyperus, Epipactis palustris (segnalata fino al 1980, oggi non più rinvenuta). L'intervento della riserva sta incentivando l'espansione delle superfici arborate a Salix caprea, Salix alba e Populus alba. Lungo le sponde in cui si è sviluppata una discreta urbanizzazione sono state effettuate delle piantagioni ornamentali di Salix babylonica, presente con esemplari quasi secolari.

### Vegetazione sinantropica e querceto

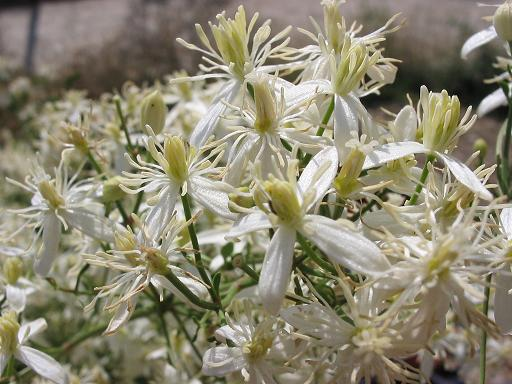
Clematis flammula, localmente nota come uətàcchjə.

La presenza umana nel territorio della riserva è stata sempre molto intensa e la superficie agricola, per la fertilità del terreno, un tempo occupava l'intera area protetta. In molti casi i campi coltivati e gli orti raggiungono ancora oggi le rive del lago, e un intero centro urbano, la frazione Carpello si sviluppa sulla sponda orientale. Scontata è quindi la presenza di specie orticole, infestanti ed esotiche coltivate nei giardini.

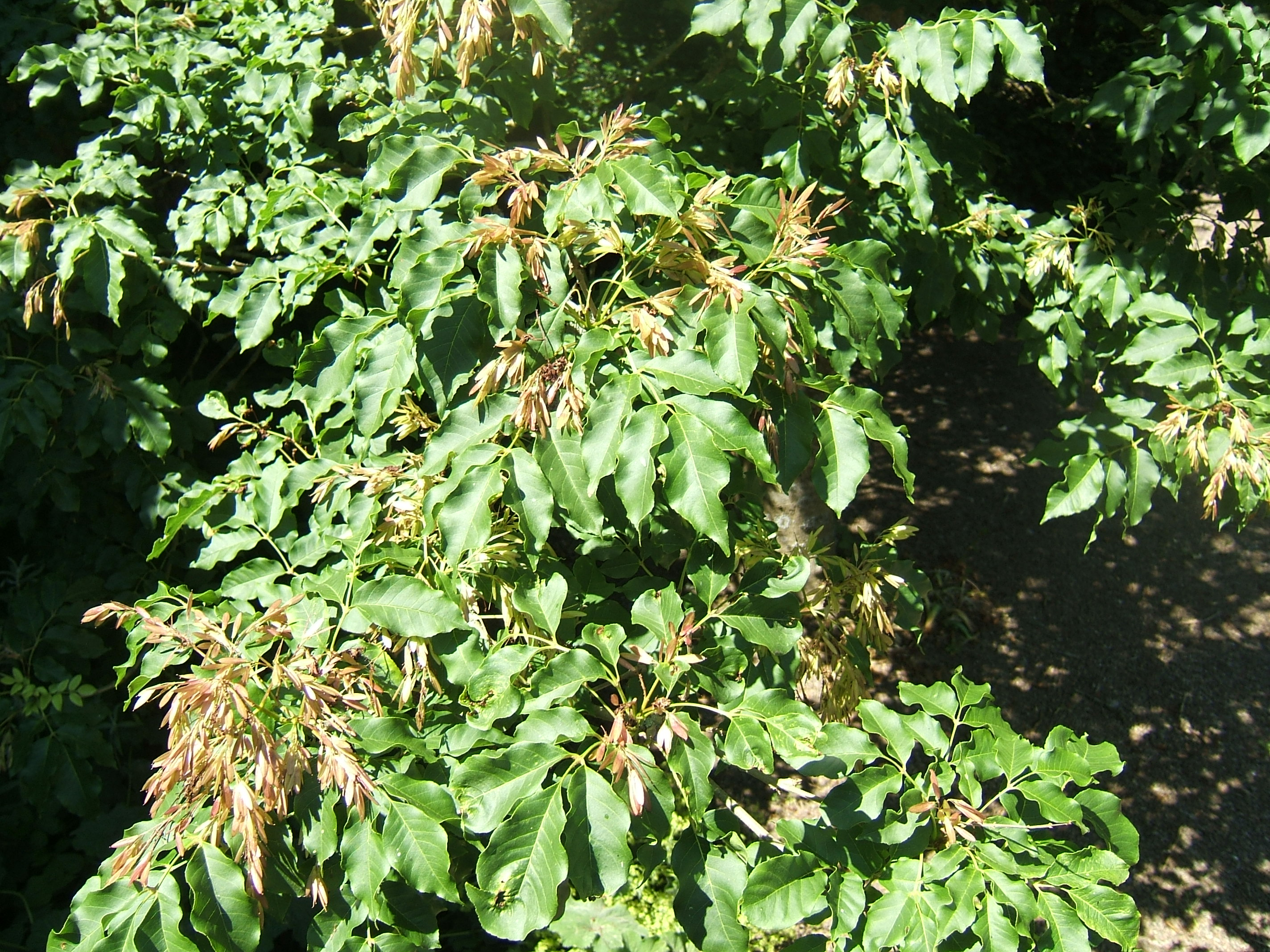
Fraxinus ornus (orniello, localmente rənégljə)

Il bosco collinare è prevalentemente costituito da roverelle (Quercus pubescens), presentando spesso uno stato di debole degrado dell'Orneto-Ostryon, frequentemente in transizione verso, o misto, col Quercion pubescentis-petreae; così con Corylus avellana, Acer opalus, Acer campestre, Fraxinus ornus, Sorbus aria è possibile trovarvi con altrettanta caratterizzazione ecologica, elementi più o meno termofili e mediterranei (Quercus petraea, Spartium junceum, Cistus salvifolius, Juniperus oxycedrus, Osyris alba, Clematis flammula). In molti casi ci sono stati problemi fra la popolazione locale e il personale del parco che cercava di contenere la raccolta indiscriminata degli asparagi (Asparagus acutifolius) entro i confini della riserva.
Nell'area del bosco di roverella sopravvivono lembi di terrazzamenti ancora coltivati prevalentemente a ulivo (Olea europaea) e vite (Vitis vinifera). A ridosso del paese, nel dopoguerra, la forestale ha rimboschito la collina con conifere e cipressi di specie varie ed esotiche.

## Fauna

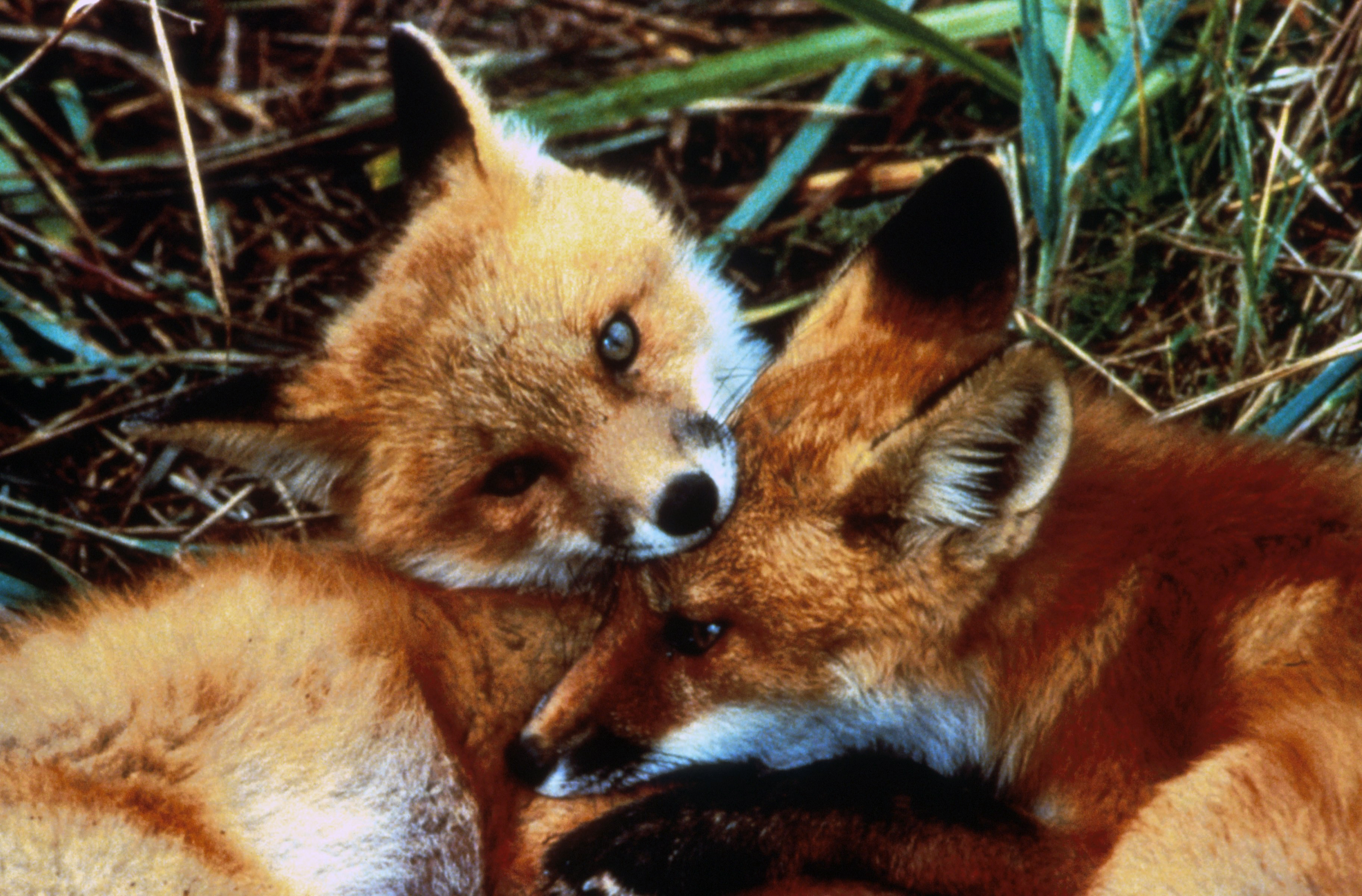
Vulpes vulpes, cuccioli.

Le presenze umane stabili nella riserva scoraggiano la frequentazione dell'area dei grandi mammiferi segnalati nel vicino Parco Nazionale d'Abruzzo. Le specie più significative fra i mammiferi consistono perciò in animali rurali frequenti anche dove non sono protetti: la volpe (Vulpes vulpes), la faina (Martes foina), la donnola (Mustela nivalis), la puzzola (Mustela putorius) e le altre frequenti specie rustiche. La fauna minore è costituita da rettili come Elaphe longissima, Podarcis siculus, Lacerta viridis, e anfibi (Rana esculenta, Bufo bufo, Triturus cristatus).

### Ittiofauna
Le presenze ittiche sono la vera e propria ricchezza faunistica del parco; hanno fatto leva sui provvedimenti istitutivi della riserva, vista la rarità e l'eccezionalità delle specie presenti nel lago. L'elemento più importante è l'endemica Trota del Fibreno, o Carpione del Fibreno (Salmo fibreni), presente solo nelle gelide acque del lago; le peculiarità di questa specie non sono state mai studiate approfonditamente. Eccezionale relitto è la trota mediterranea (Salmo ghigii), ormai presente solo in Sardegna e in alcune isolate stazioni dell'Italia peninsulare fra cui il Fibreno.
Degna di nota è anche la stazione isolata di Lampetra planeri nel rio Carpello.
Di minore interesse perché frequenti in tutta la provincia di Frosinone gli esemplari più comuni come la tinca (Tinca tinca), l'anguilla (Anguilla anguilla) o la carpa (Cyprinus carpio), che prima dell'interdizione della pesca sportiva (restano solo gli usi civici) erano pesci ricercati sul mercato locale di qualità garantita per l'ambiente di provenienza.

### Avifauna

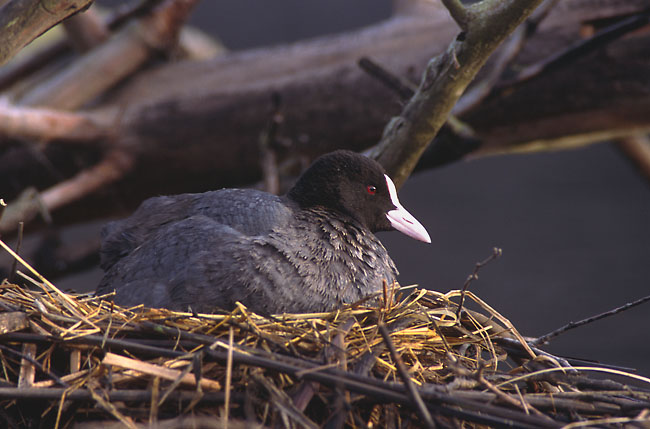
Fulica atra

Le più interessanti e appariscenti specie aviarie non sono nidificanti ma presenti nel lago solo durante le migrazioni: la marzaiola (Anas querquedula), l'alzavola (Anas crecca), l'airone cenerino (Ardea cinerea), la garzetta (Egretta garzetta). Più comuni sono le specie che nidificano nei canneti attorno al lago o lungo le sponde: la folaga (Fulica atra) presente con un grandissimo numero di esemplari, insieme al tuffetto (Tachybaptus ruficollis) e alla gallinella d'acqua (Gallinula chloropus). Recentemente sono stati attuati provvedimenti volti ad allontanare i popolamenti di cormorano (Phalacrocorax carbo); specie di grande voracità, è penetrata dalla costa pontina fino alla riserva, mettendo a rischio il prezioso ecosistema lacustre.

## Turismo e itinerari

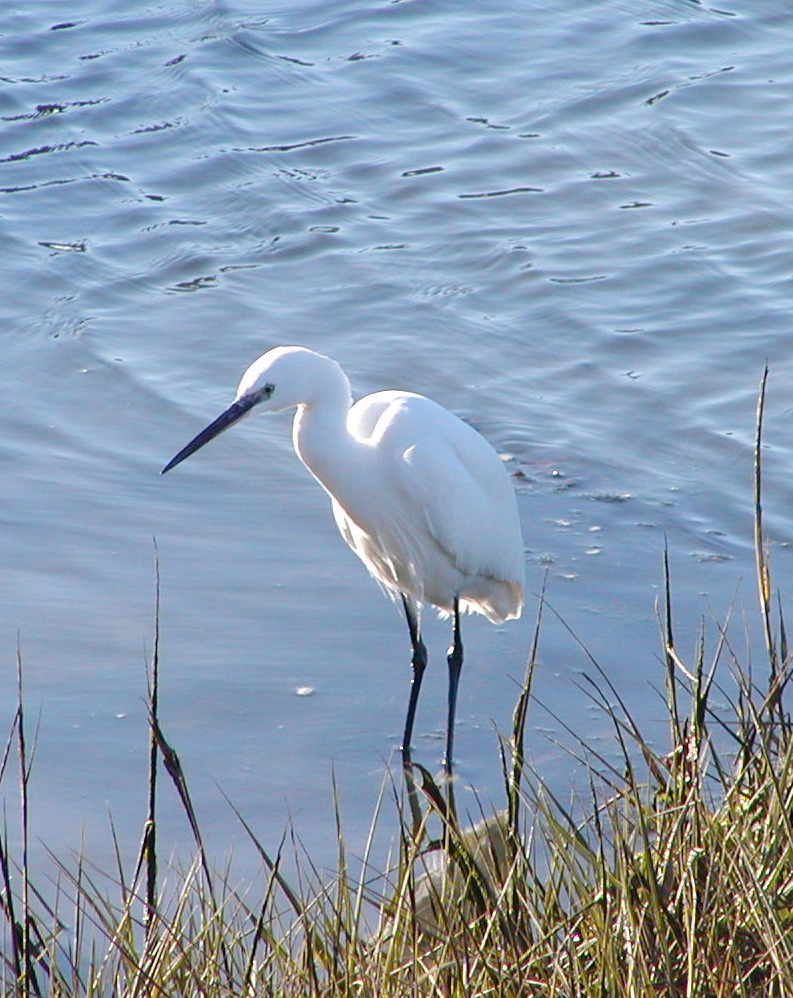
Garzetta

Per organizzare le presenze turistiche e le ricerche scientifiche la riserva ha istituito nel suo territorio una serie di centri di visita e sentieri attrezzati, parzialmente accessibili anche ai disabili. Due percorsi sono dotati di segnaletica e pannelli illustrativi in cui si raffigurano i principali ecosistemi del lago e si riportano informazioni etologiche o botaniche:
- il sentiero Puzzìllo, che dalla sede del parco raggiunge il canneto e l'isola galleggiante, attrezzato con capanni d'avvistamento faunistico;
- il sentiero Catannòvo, che dall'omonima località risale brevemente una collina per ridiscendere in località Carpello; i pannelli spiegano principalmente gli ecosistemi di nicchia o la vita agricola.

Fra le altre attività, stagionalmente, è possibile accedere in gruppi sulle acque del lago con un natante della riserva a fondo trasparente e, con la guida di un guardiaparco, scoprire la vita nei fondali e i vari habitat subacquei.
Il coordinamento della ricezione turistica e delle attività scientifiche oggi è concentrato prevalentemente attorno al lago. Nella sede della riserva, un mulino idraulico restaurato in località San Venditto, è possibile procurarsi materiale divulgativo sul parco o sostare nell'area verde circostante.
- Lab.Ter: è l'acronimo di Laboratorio Territoriale, centro per la formazione del personale, dove si tengono corsi d'aggiornamengto regionali per insegnanti di scuole elementari e medie. È anche il locale che raccoglie il materiale e le risorse scientifiche della riserva.
- Museo naturalistico: in allestimento vicino alla sede di San Venditto, presso un vecchio locale; la regione sta finanziando un vivaio, un incubatoio ittico e il relativo museo naturalistico per conservare e studiare le più importanti specie faunistiche del lago (trota macrostigma o l'endemica trota del Fibreno)[4].

### Il sentiero Puzzillo: l'isola galleggiante
Altezza massima metri: 300, minima: 290 - Dalla sede del parco all'isola galleggiante - Lunghezza: 480 m. - Percorrenza 30' - Dislivello: 10 m - Accessibile a disabili

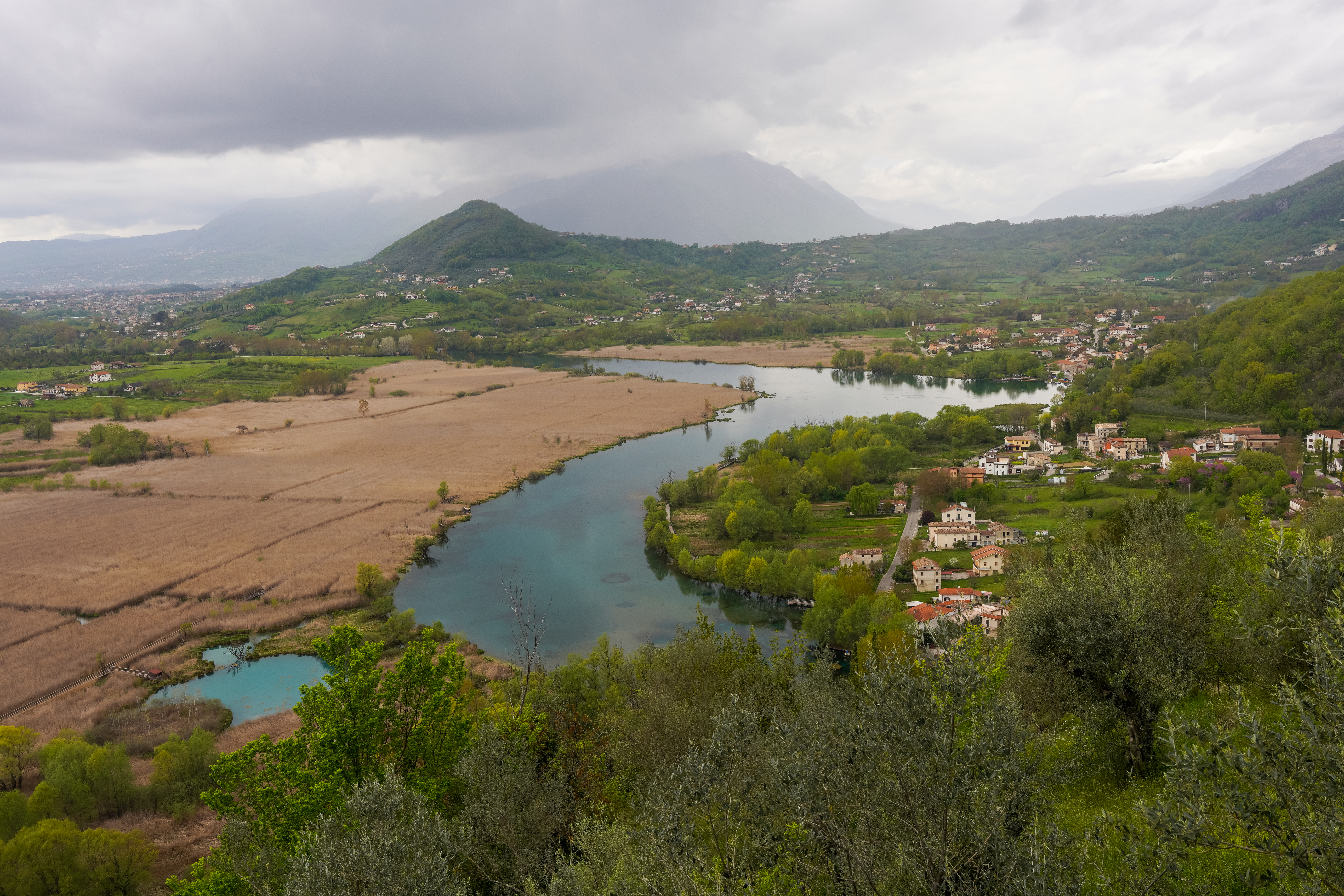
Panorama del lago dal centro storico di Posta Fibreno: è possibile scorgere nel canneto la polla entro cui è racchiusa lisola galleggiante.

Presso la sede della riserva inizia il sentiero natura Puzzillo; qui le acque di una copiosa sorgente sono raccolte in una grossa vasca e irregimentate per il funzionamento di un antico mulino. Insieme ai recenti restauri e al recupero ambientale della zona è stato realizzato un parco e un'area pic-nic con percorsi e ponti attorno alle sorgenti.
Superata l'area pic-nic il sentiero si sviluppa su una sterrata agricola attorno a campi coltivati; le soste prevedono la contemplazione degli antichi spazi coltivati, rievocando tecniche e tradizioni perdute con l'ausilio di pannelli illustrativi. Dopo circa 200 metri il sentiero prosegue nel canneto a Phragmites australis, dove capanni didattici e punti d'osservazione permettono un incontro discreto con l'avifauna locale e un approccio al birdwatching. Un tempo era possibile percorrere l'intero canneto: il sentiero natura si snodava su passerelle di legno fra i canali e terreni sommersi. Un periodo d'incuria ha portato al logoramento delle strutture e all'inagibilità del percorso finché, nel 2006, è stato effettuato un primo restauro che ha riattivato il percorso fino all'isola galleggiante.
Localmente detta La Ròta, l'isola è costituita da uno strato di vegetazione erbacea (Carex pseudocyperus, Juncus articulatus, Scutellaria galericulata, Poa palustris) e arborea (Populus tremula e Salix caprea) radicante direttamente nelle acque, entro il bacino di una dolina sommersa collegata al lago da un canale superficiale. È sorta sui detriti accumulatisi sulla superficie delle lente acque che occupano la dolina. Le particolari condizioni morfologiche in cui si è sviluppata le hanno dato una forma perfettamente circolare e la possibilità di muoversi a mo' di spirografo entro il piccolo bacino a seconda delle correnti d'aria.

### Il sentiero Catannòvo: il querceto
Altezza massima metri: 420, minima: 290 - Dalla località Catannòvo a frazione Carpello - Lunghezza: 720 m. - Percorrenza 1h - Dislivello: 130 m

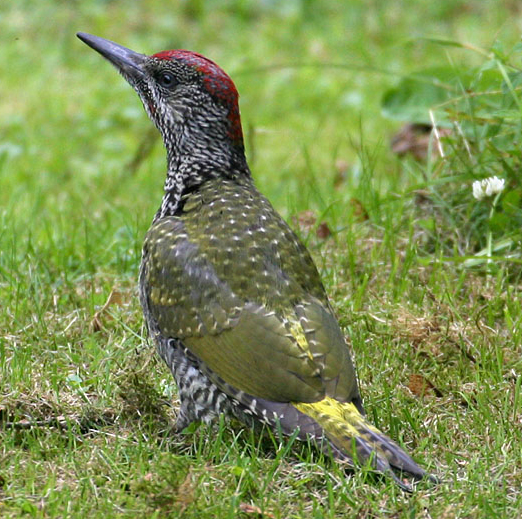
Picus viridis

Presso la località Catannovo ha inizio un percorso panoramico che sale a mezzacosta su una collina prospiciente il lago, per ridiscendere in località Carpello. Inizia poco più a nord di San Venditto; lungo la strada asfaltata un cartello indica il bivio per seguire il percorso lungo una sterrata. Il primo tratto attraversa una serie di orti e abitazioni rurali antiche e nuove, fra pollai e stalle, risalendo a tornanti un pendio fino ad arrivare a una grotta, un tempo usata come rudimentale riparo per animali domestici. Senza grossi sbalzi d'altitudine si prosegue fino a una grossa dolina sopra la frazione di Carpello, dove pannelli illustrativi e capanni spiegano i fenomeni carsici principali della zona. Le specie botaniche sono quelle più comuni delle aree ruderali e dei querceti (per le specie arboree vedi la flora): Crataegus monogyna, Lonicera caprifolium, Hedera helix, Scilla autumnalis, Iris germanica, Sempervivum tectorum.
La fauna non è molto consistente, fra i mammiferi Talpa romana, Eliomys quercinus, Mus M. domesticus, Meles meles, Arvicola terrestris. Uccelli comuni come Picus viridis e passeriformi.

### Il sentiero Rivellìno: rive del rio Carpello
Altezza massima metri: 290, minima: 290 - Dal Ponte Vani al Lago - Lunghezza: 320 m. - Percorrenza 30' - Dislivello: 0 - Accessibile a disabili

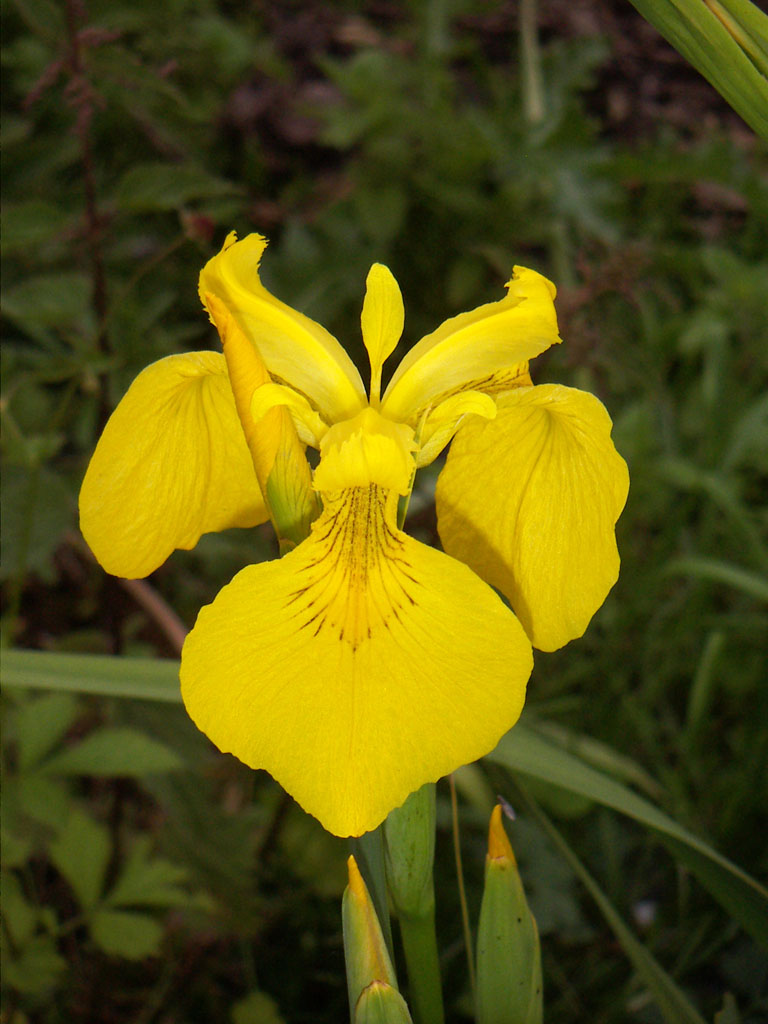
Il giaggiolo di palude o falso àcoro

Il tratto del Rio Carpello compreso nella riserva è costeggiato da un'antica strada agricola che conduce fin dove il lago dà vita al suo unico emissario, il Fibreno. In questo stesso posto sulla sponda opposta del termine del sentiero è possibile vedere una storica pescheria, di interessante edificazione perché completamente costruita sulle acque, legata al complesso architettonico della vicina Villa Gallio, palazzo settecentesco ricco di pregevoli opere d'arte. Lungo il piccolo fiume è possibile incontrare le specie ittiche più rare, un tempo oggetto di pesca di frodo con nasse e altri sistemi oggi vietati. I campi circostanti, dove non riconquistati dal canneto a Phragmites australis, sono coltivati a mais (Zea mays). Fra le presenze vegetali più interessanti vi sono la dulcamara (Solanum dulcamara) e di interesse tassonomico il Thalictrum flavum, che presenta vistose anomalie legate alla variabilità della specie.

### Centro storico
Altezza massima metri: 433, minima: 300 - Da San Venditto al centro storico - Lunghezza: 560 m. - Percorrenza 1h - Dislivello: 133
Il borgo di Posta Fibreno è sorto attorno al tardo medioevo con il nome di Castel Petrona, storicamente legato ad Alvito di cui era frazione dal 1810 al 1869, e Vicalvi (frazione fino al 1957, anno della costituzione del comune). Fino al terremoto del 1915 il paese conservava ancora una forma circolare entro un marcescente perimetro murario dotato di torri e porte d'accesso. La situazione di degrado accentuò i danni del sisma, tanto che oggi dell'urbanistica originaria non restano che pochi vicoli e archi di pietra attorno a via Maggiore. La chiesa principale è dedicata a Santa Maria Assunta. Un piccolo quartiere di case popolari antisismiche risalenti al primo Novecento è situato fra il cimitero e il belvedere. È in allestimento un sentiero natura che dalla sede del parco raggiunge il centro storico passando per la dolina La Prece; alcuni monumenti religiosi e artistici sono stati posizionati all'inizio e al termine del percorso.

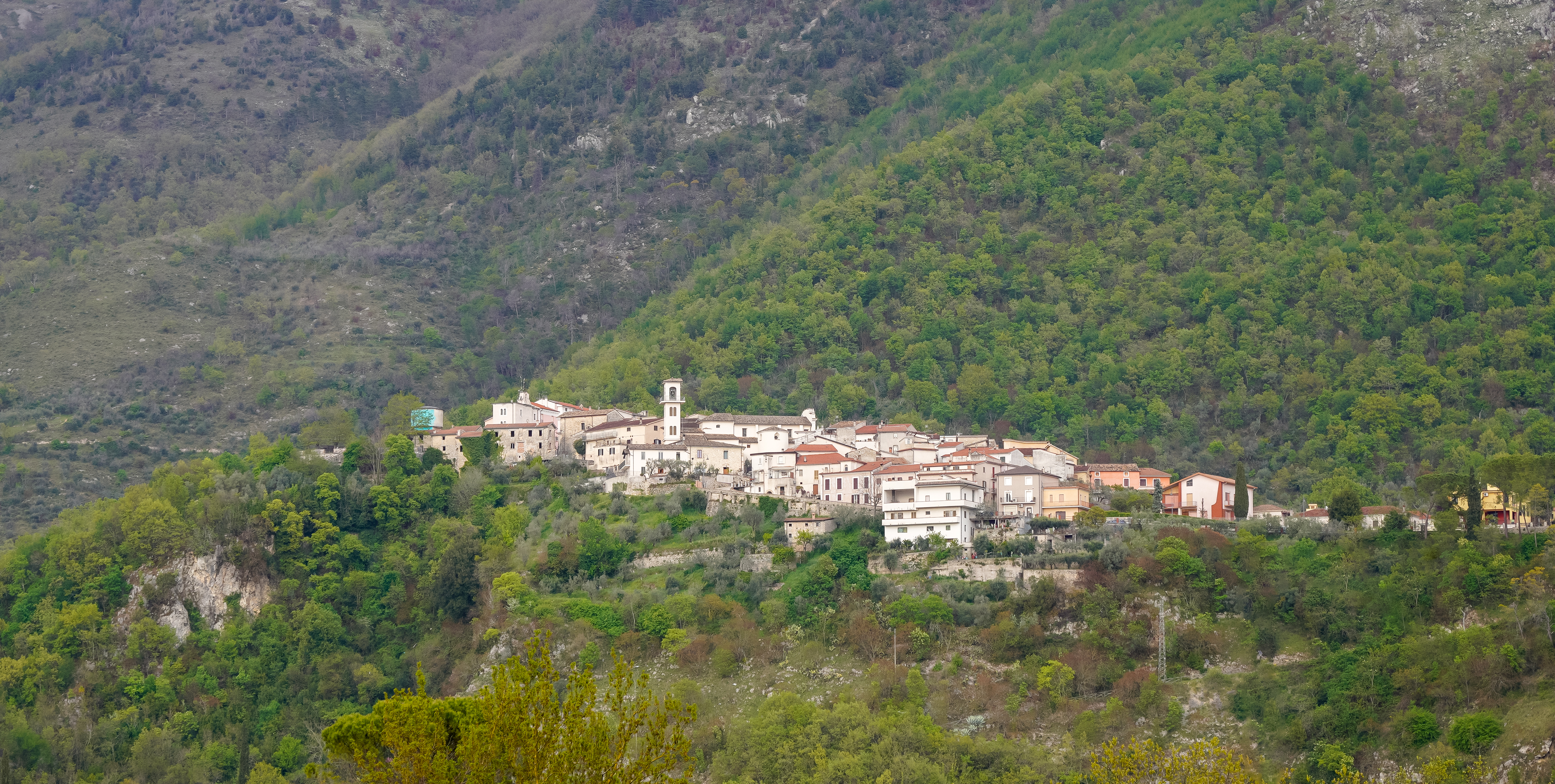
Il centro storico di Posta Fibreno.

## Tradizioni e gastronomia

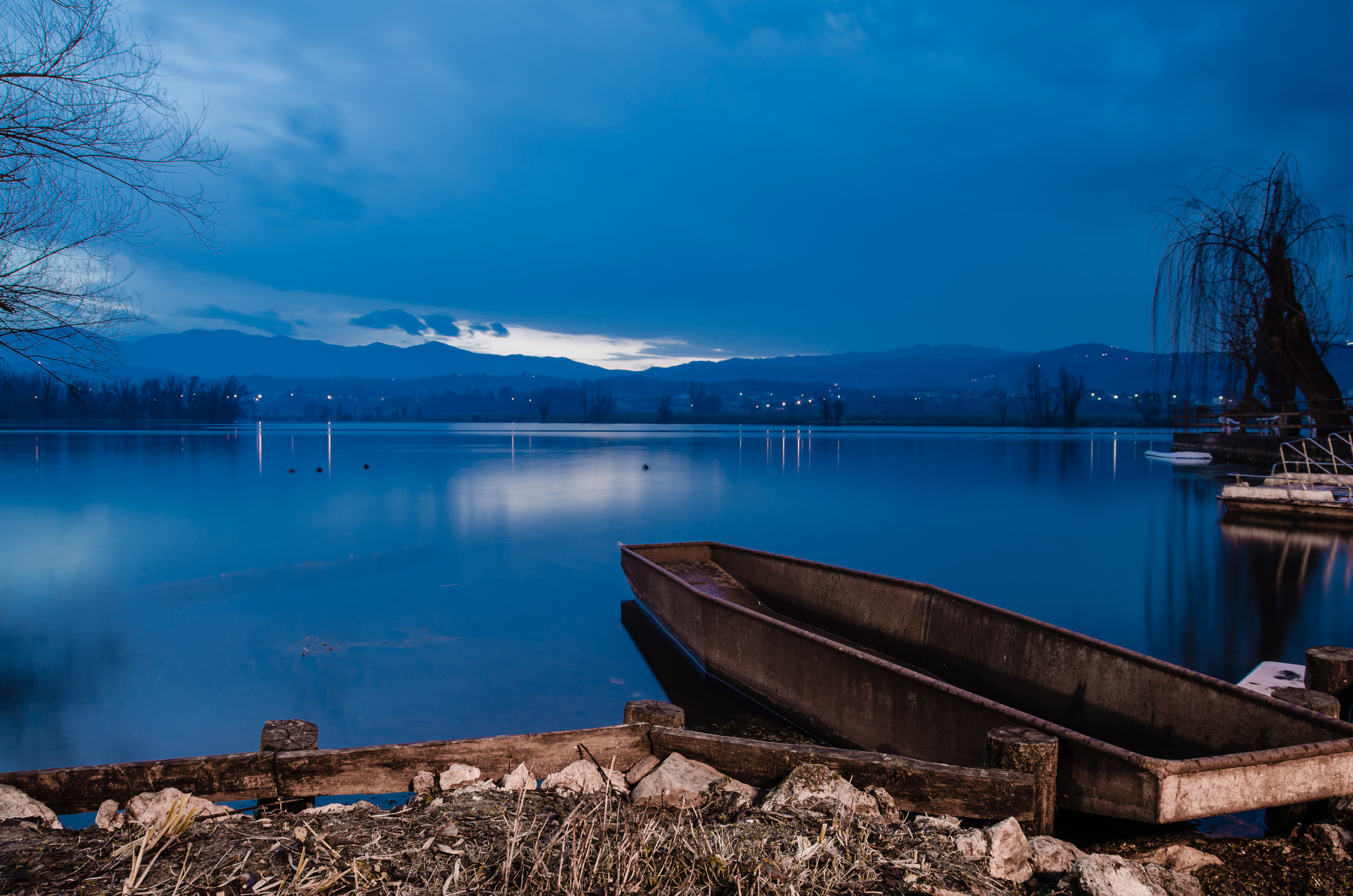
Il lago nell'ora blu, la nàuə a riva

Un territorio così radicalmente agreste presenta tutte le tradizioni tipiche delle aree montane e collinari del Lazio sud-orientale, ed in particolare della Terra di Lavoro e della Valle di Comino, sia nella gastronomia, sia nelle ricorrenze e festività. Queste tradizioni sono in larga parte condivise anche con il vicino Abruzzo.
La presenza del lago però ha plasmato fortemente le identità aggiungendo elementi caratteristici al bagaglio storico che condivide col circondario. Come simbolo di questa specificità la riserva adotta la nàuə, un'imbarcazione unica nell'Italia centro-meridionale. Dal fondo piatto, simmetrica, lunga circa 3 metri e larga 0,5, con prua e poppa identiche, veniva ottenuta con tavole di legno di roverella e più recentemente con apposite lamiere. Per evitarne il deterioramento si conservava sommersa nelle acque gelide del lago.

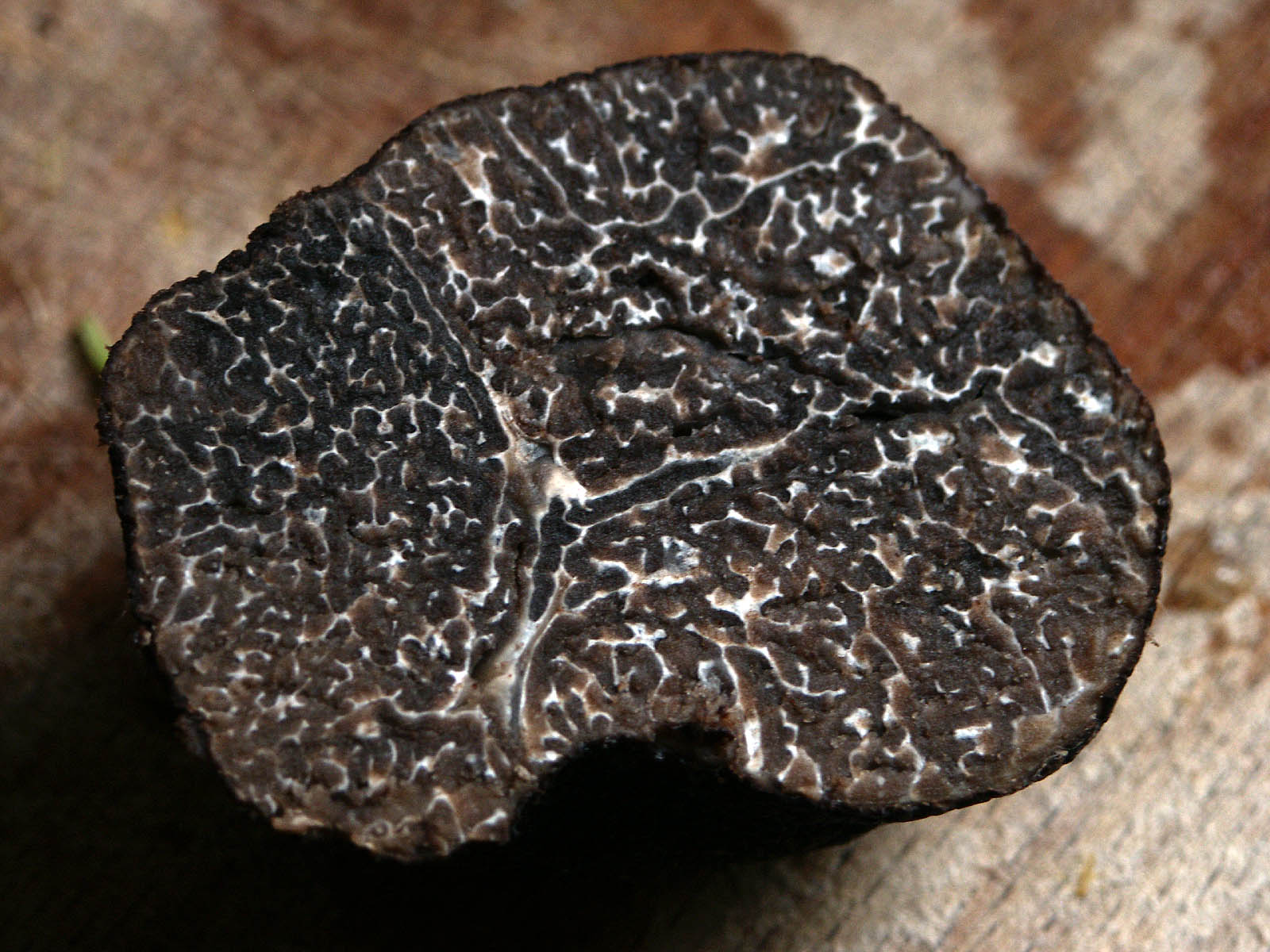
Un tartufo nero, prodotto tipico della vicina Campoli Appennino.

Alla nàuə si legano le consuetudini sviluppate dalla popolazione locale a seguito della frequenza delle acque del lago. Sull'imbarcazione, agile per entrare anche nei canali più stretti (oggi per lo più insabbiati) si drenavano gli scoli e si raccoglievano le alghe per fertilizzare i terreni circostanti (studi recenti hanno valutato il raddoppio della produzione di quei campi concimati con tale sistema).

### Gastronomia
La grande disponibilità di erbe aromatiche e di fauna ittica di qualità ha favorito una serie di piatti a base di pesce di grande prelibatezza con trote, anguille e spinarelli. È possibile degustare anche miele e prodotti del bosco come tartufi e funghi.

## Attività possibili

### A terra
- Birdwatching: agevolato da una sentieristica attrezzata e capanni d'osservazione, il birdwatching può essere praticato sia a livello dilettantistico sia a livello professionale. L'accessibilità dei sentieri facilita le attività per i portatori di handicap. Diversi punti panoramici fuori dai percorsi della riserva danno la possibilità di effettuare appostamenti con ampia veduta paesaggistica.
- Escursionismo: antichi percorsi a mulattiera e sentieri vari risalgono le colline attorno al centro storico di Posta Fibreno attraversando macchie e il margine di diversi uliveti. Fra i più panoramici il sentiero che raggiunge Fossa Licia e Fossa Majura, grosse doline in comune di Vicalvi.
- Mountain biking: diverse sterrate tra casali antichi e a tratti lungo i margini del lago percorrono la pianura fuori e dentro la riserva, costituendo una serie di brevi ma interessanti itinerari che collegano il lago con le sorgenti del Rio Carpello, il fiume Fibreno e gli storici Ponte Lecce e Ponte Vitta. È possibile percorrere in bicicletta anche il sentiero Rivellino.

### In acqua
- Scuba diving: presso il lago, in località Carpello, un locale ospita la sede distaccata di un diving club laziale che effettua stagionalmente immersioni[8]. Nel punto più profondo del lago, in località Le Condigliane, è stato posto un crocifisso sommerso presso cui i sub professionisti o appassionati celebrano la loro frequenza nel lago con l'apposizione di targhe commemorative. Il punto d'immersione è sempre lo stesso, anche perché è il solo agibile, vista la profondità; le alghe, che catturano e imprigionano nella loro coltre le bolle gassose delle sorgenti subacquee, le acque gelide e la luminosità lontana da quella di superficie donano al fondale una particolare spettacolarità, documentata in numerosi reperti fotografici[9][10].
- Canoa e Kayak: è anche possibile accedere al lago con canoe o kayak rispettando i vincoli protezionistici e i divieti della riserva.